# Ushnisha

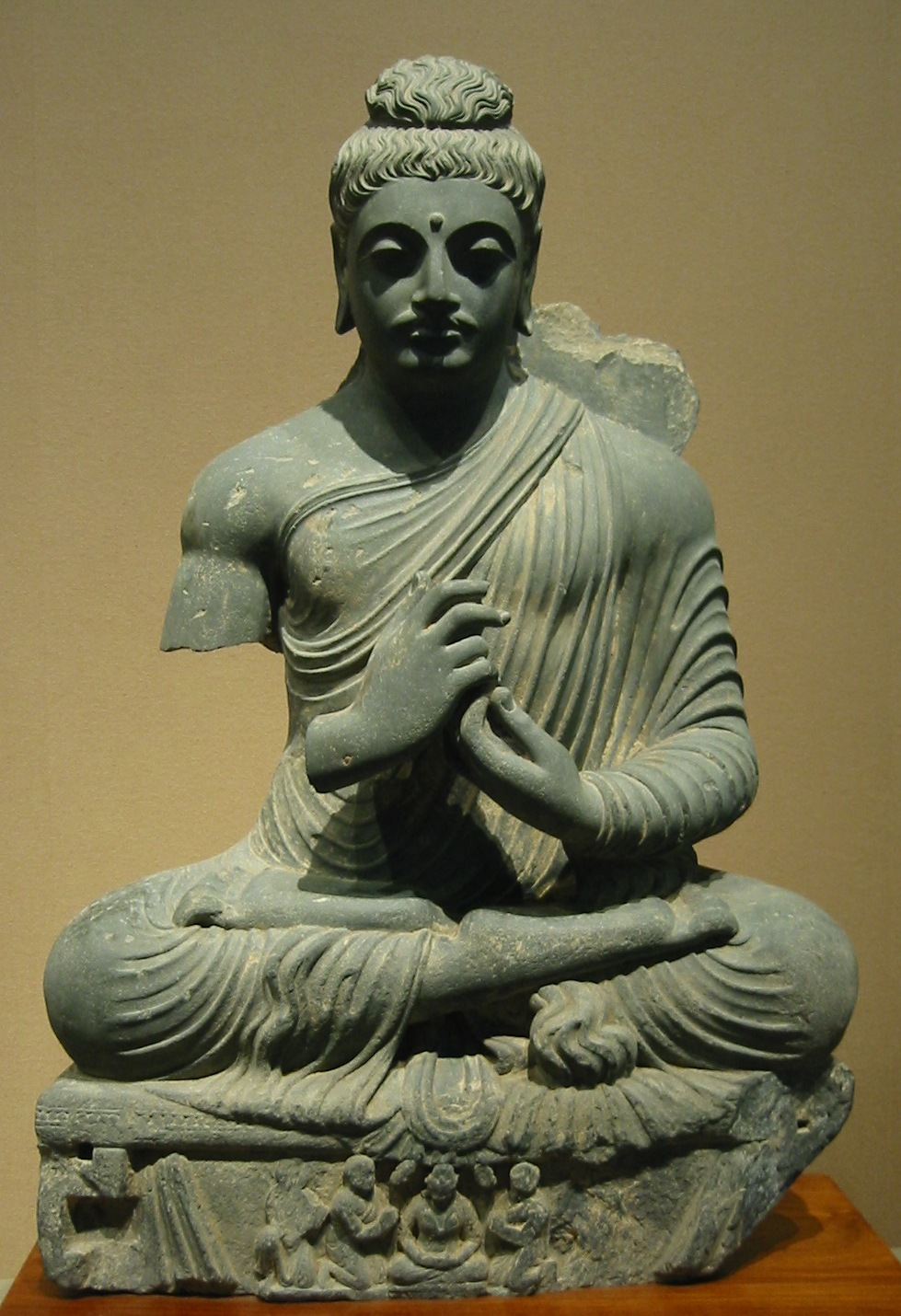
Sitzender Buddha mit Haarknoten (ushnisha), Gandhara (1./2. Jh.)

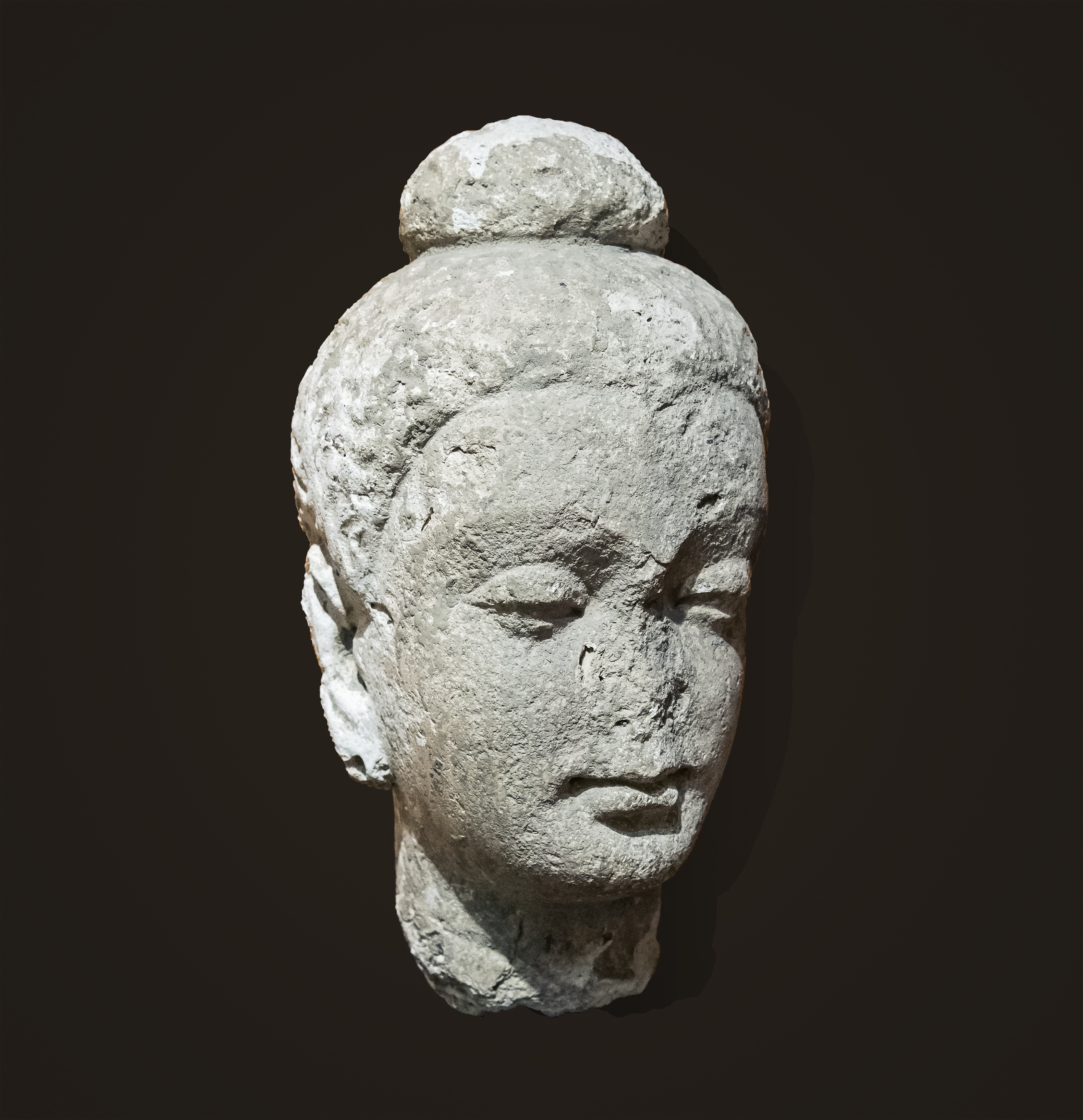
Haupt des Buddha mit einer Ushnisha, Hadda, Afghanistan (3. Jh.)

Das Ushnisha (Sanskrit, n., उष्णीष, uṣṇīṣa) ist eine Erhebung am Hinterkopf des Buddha. Sie symbolisiert seine Weisheit und seine Offenheit als ein erleuchtetes Wesen.

## Texterwähnungen
Die Ushnisha wurde in den vom buddhistischen Kanon hervorgehobenen »Körperlichen Merkmalen des Buddha« nicht von Anbeginn an beschrieben. Stattdessen wird mehrmals ein Haarknoten erwähnt:
»Sein Haarknoten ist einer Krone gleich.« (Nebenmerkmale, Nr. 53)
»Er hat einen Haarknoten als ob er von einem Blumenkranz bekront werden würde.« (Nebenmerkmale, Nr. 80)

## Darstellung
Die ersten Darstellungen des Buddha im 1. Jahrhundert n. Chr. in der graeco-buddhistischen Kunst von Gandhara zeigen ihn mit einem Haarknoten anstelle eines Schädelhöckers. Es wird vermutet, dass die Interpretation der ushnisha als ein übernatürlicher Schädelhöcker zu einem späteren Zeitpunkt geschah, als die Darstellung des Haarknotens stärker stilisiert wurde und seine ursprüngliche Bedeutung verloren gegangen war. (Mario Bussagli, «L’art du Gandhara»).
Die ushnisha ist in den verschiedenen Buddha-Bildnissen mehr oder weniger stark ausgeprägt; in seltenen, meist neuzeitlichen Fällen fehlt sie auch ganz. Bei gekrönten Buddha-Darstellungen ist sie hinter der Krone verborgen. In der (süd)ostasiatischen Kunst läuft sie oft spitz zu.

## Jainismus
Auch einige Tirthankara-Darstellungen der jainistischen Kunst zeigen eine ähnliche Erhöhung am Hinterkopf.